# Port des Lumières
Der Port des Lumières (frz. für Hafen des Lichts) ist ein immersives Ausstellungszentrum digitaler Kunst in der Hamburger Hafencity. 

## Beschreibung
Es befindet sich im neuen Westfield Überseequartier und wurde am 8. April 2025 offiziell eröffnet. Die Einrichtung wird als das erste dauerhafte und das größte Ausstellungshaus Norddeutschlands für digitale Kunst beworben.
In verschiedenen Wechselausstellungen werden Leben und Werk von Kunstschaffenden verschiedener Epochen immersiv aufgearbeitet und digital präsentiert. Die ersten Ausstellungen widmen sich hauptsächlich Gustav Klimt und Friedensreich Hundertwasser. Wände und Fußboden bilden durch die darauf projizierten animierten Bilder ein Cave Automatic Virtual Environment.
Die Ausstellungsfläche beträgt circa 1700 Quadratmeter. Die Ausstellungen entstehen durch Zusammenwirkung von 80 Videoprojektoren und 50 Audio-Verteilerpunkte, die ein 360°-Erlebnis auf 3200 m² Projektionsfläche ermöglichen. Architektonisch ist das Erscheinungsbild des Gebäudes von maritimen Elementen inspiriert und erinnert an den Bug eines Schiffes. Betreiber des Kunstmuseums ist die Culturespaces Germany GmbH.

## Historie der Ausstellungen
- Gustav Klimt: Gold und Farbe (ab 8. April 2025)
- Hundertwasser: Auf den Spuren der Wiener Secession (ab 8. April 2025)
- Journey: Zeitgenössische Kreation (ab 8. April 2025)
- Kosmos, die immersive Reise ins All (3. Juli 2025 bis 31. August 2025)